# Jeanménil
Cet article possède un paronyme, voir Jarménil.
Jeanménil est une commune française située dans le département des Vosges, en région Grand Est.
Ses habitants sont appelés les Jeanménilois.

### Localisation

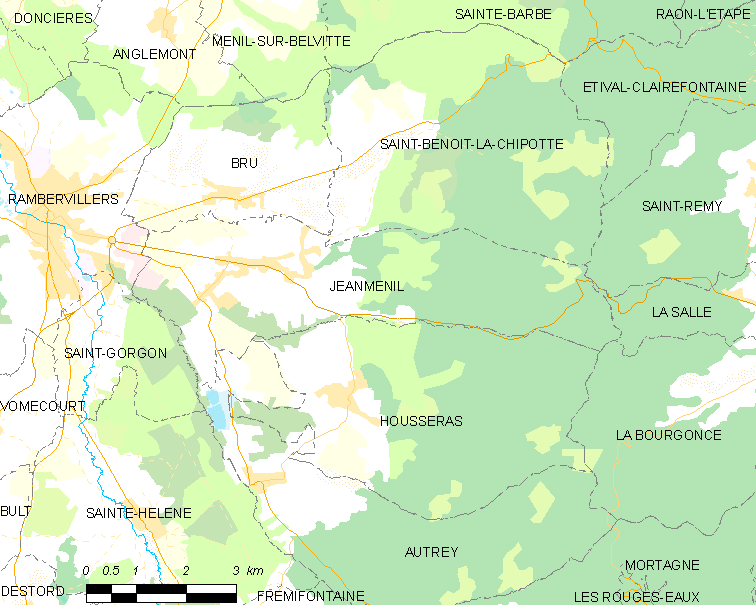
Situation géographique de Jeanménil.

## Géographie

### Géologie et relief
Jeanménil est une commune du piémont vosgien, bâtie selon un schéma très aéré sur un petit plateau bordant le Gaindrupt, un affluent droit de la Mortagne. De nombreux hameaux et lieux-dits composent le village : Thiarménil, le Guidon, la Haie Baneau, Grésillon, Larifontaine, l'Aunot, la Grande Rue, Fraispertuis...
La commune se compose de 164,62 hectares de territoires artificialisés (9,00 %), 619,29 hectares de territoires agricoles (33,84 %), 981,87 hectares de forêts et milieux semi-naturels (53,65 %) et 64,69 hectares de surfaces en eau (3,53 %).
Espaces naturels :
- Un espace protégé hors Natura 2000 : Réserve biologique dirigée[3],
- Un espace protégé Natura 2000 : Massif vosgien[4],
- Une zone naturelle d'intérêt écologique, faunistique et floristique (Znieff)[5].

### Toponymie
Johanmesni en 1182, Jehan-Mesni en 1396, Jehanmesnil en 1433, Jehanmaingnil en 1455, Jammenil en 1751, Joannis Manil en 1768, Jehan Ménil au XVIIIe siècle.[réf. souhaitée]
Le mot ménil est issu d'un terme du gallo-roman MASIONILE, typique des parlers du nord de la France au Haut Moyen Âge et qui dérive du latin ma[n]sionem (qui a donné « maison », accusatif de mansio).

### Voies de communications et transports

#### Voies routières
Jeanménil se situe à 29 km d'Épinal par la départementale 46. Venant de la ville-préfecture, la départementale 32 traverse la commune d'ouest en est, menant de Rambervillers (4 km) au col du Haut du Bois et, par-delà, à Saint-Dié-des-Vosges (26 km). Des routes secondaires mènent à Autrey (5,5 km), Housseras (4,5 km) ou Brû (1,5 km).

#### Transports en commun
- Fluo Grand Est.

#### Lignes SNCF
- Gare de Saint-Michel-sur-Meurthe,
- Gare d'Étival-Clairefontaine,
- Gare de Saint-Dié-des-Vosges,
- Gare de Thiaville.

#### Transports aériens
- Aéroport de Colmar - Houssen,
- L'Aéroport d'Épinal-Mirecourt « Vosges Aéroport ».

À partir de l'été 2021, l’aéroport d’Épinal-Mirecourt est devenu le "pélicandrome" de la Zone Est et servira ainsi de base de ravitaillement et d’intervention pour les avions bombardiers d’eau connus sous le nom de Dash 8

### Hydrographie et les eaux souterraines
Hydrogéologie et climatologie : Système d’information pour la gestion des eaux souterraines du bassin Rhin-Meuse  :
Territoire communal : Occupation du sol (Corinne Land Cover); Cours d'eau (BD Carthage),
Géologie : Carte géologique; Coupes géologiques et techniques,
 Hydrogéologie : Masses d'eau souterraine; BD Lisa; Cartes piézométriques
La commune est située dans le bassin versant du Rhin au sein du bassin Rhin-Meuse. Elle est drainée par la Mortagne, le ruisseau de la Colline des Eaux et le ruisseau Soviapre Fosse,.
La Mortagne, d'une longueur totale de 74,6 km, prend sa source dans la commune de Saint-Léonard et se jette dans la Meurthe à Mont-sur-Meurthe, après avoir traversé 26 communes.
Le ruisseau de la Colline des Eaux, d'une longueur totale de 10,8 km, prend sa source dans la commune  et se jette dans la Mortagne à Rambervillers, après avoir traversé quatre communes.

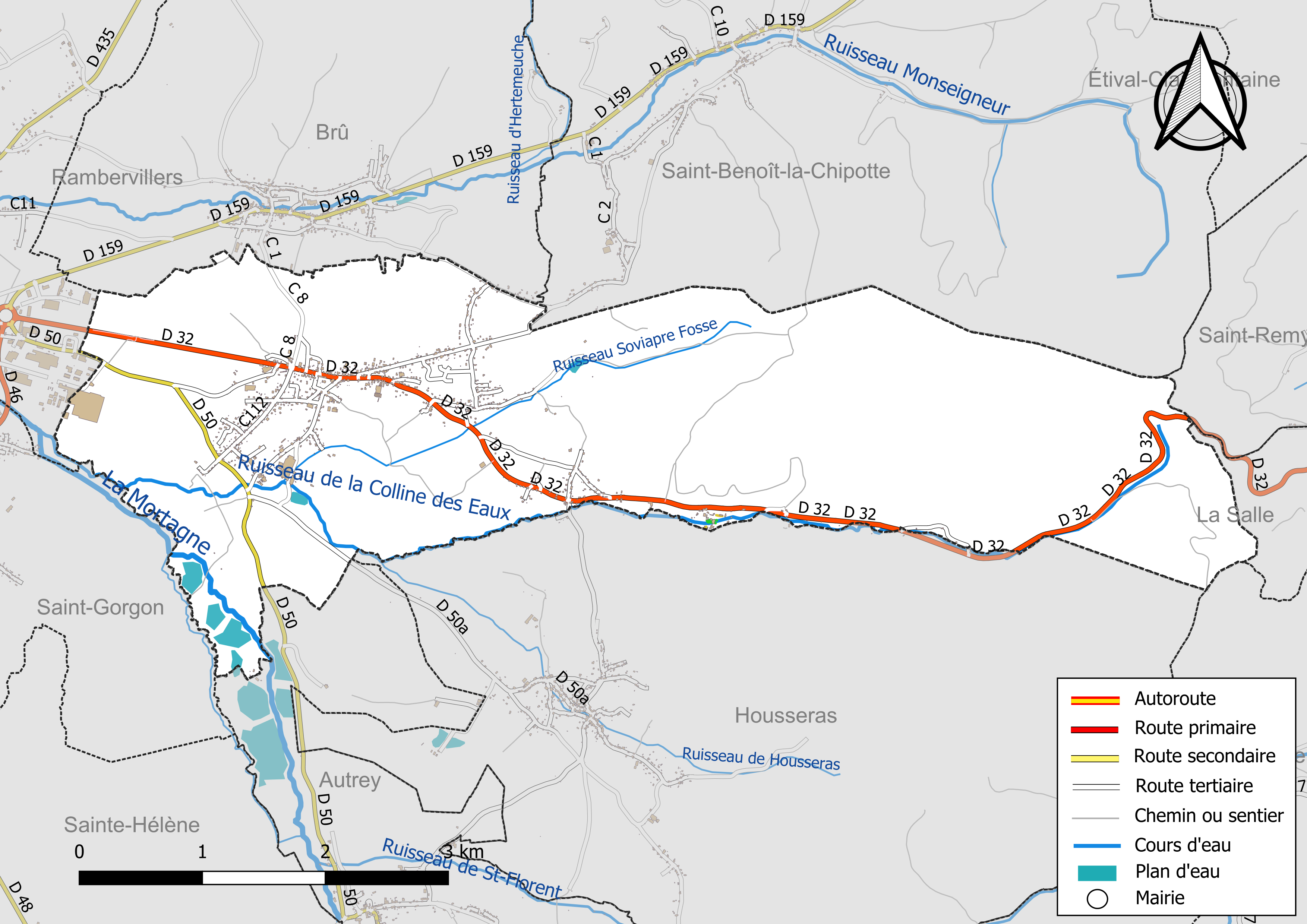
Réseaux hydrographique et routier de Jeanménil.

La qualité des eaux de baignade et des cours d’eau peut être consultée sur un site dédié géré par les agences de l’eau et l’Agence française pour la biodiversité.

### Climat
Pour des articles plus généraux, voir Climat du Grand Est et Climat des Vosges.
En 2010, le climat de la commune est de type climat des marges montargnardes, selon une étude du Centre national de la recherche scientifique s'appuyant sur une série de données couvrant la période 1971-2000. En 2020, Météo-France publie une typologie des climats de la France métropolitaine dans laquelle la commune est exposée à un climat semi-continental et est dans la région climatique  Vosges, caractérisée par une pluviométrie très élevée (1 500 à 2 000 mm/an) en toutes saisons et un hiver rude (moins de 1 °C). 
Pour la période 1971-2000, la température annuelle moyenne est de 9,3 °C, avec une amplitude thermique annuelle de 17 °C. Le cumul annuel moyen de précipitations est de 918 mm, avec 11,9 jours de précipitations en janvier et 10,2 jours en juillet. Pour la période 1991-2020, la température moyenne annuelle observée sur la station météorologique de Météo-France la plus proche, « Roville », sur la commune de Roville-aux-Chênes à 8 km à vol d'oiseau, est de 10,3 °C et le cumul annuel moyen de précipitations est de 833,3 mm. 
La température maximale relevée sur cette station est de 40 °C, atteinte le 25 juillet 2019 ; la température minimale est de −24,5 °C, atteinte le 2 janvier 1971,,. 
Les paramètres climatiques de la commune ont été estimés pour le milieu du siècle (2041-2070) selon différents scénarios d'émission de gaz à effet de serre à partir des nouvelles projections climatiques de référence DRIAS-2020. Ils sont consultables sur un site dédié publié par Météo-France en novembre 2022.

## Urbanisme

### Typologie
Au 1er janvier 2024, Jeanménil est catégorisée commune rurale à habitat dispersé, selon la nouvelle grille communale de densité à sept niveaux définie par l'Insee en 2022.
Elle est située hors unité urbaine. Par ailleurs la commune fait partie de l'aire d'attraction de Rambervillers, dont elle est une commune de la couronne,. Cette aire, qui regroupe 15 communes, est catégorisée dans les aires de moins de 50 000 habitants,.

### Occupation des sols
L'occupation des sols de la commune, telle qu'elle ressort de la base de données européenne d’occupation biophysique des sols Corine Land Cover (CLC), est marquée par l'importance des forêts et milieux semi-naturels (53,7 % en 2018), en diminution par rapport à 1990 (56,2 %). La répartition détaillée en 2018 est la suivante : 
forêts (53,7 %), prairies (17,4 %), terres arables (9,7 %), zones urbanisées (8,1 %), zones agricoles hétérogènes (6,6 %), eaux continentales (3,5 %), zones industrielles ou commerciales et réseaux de communication (0,9 %). L'évolution de l’occupation des sols de la commune et de ses infrastructures peut être observée sur les différentes représentations cartographiques du territoire : la carte de Cassini (XVIIIe siècle), la carte d'état-major (1820-1866) et les cartes ou photos aériennes de l'IGN pour la période actuelle (1950 à aujourd'hui).

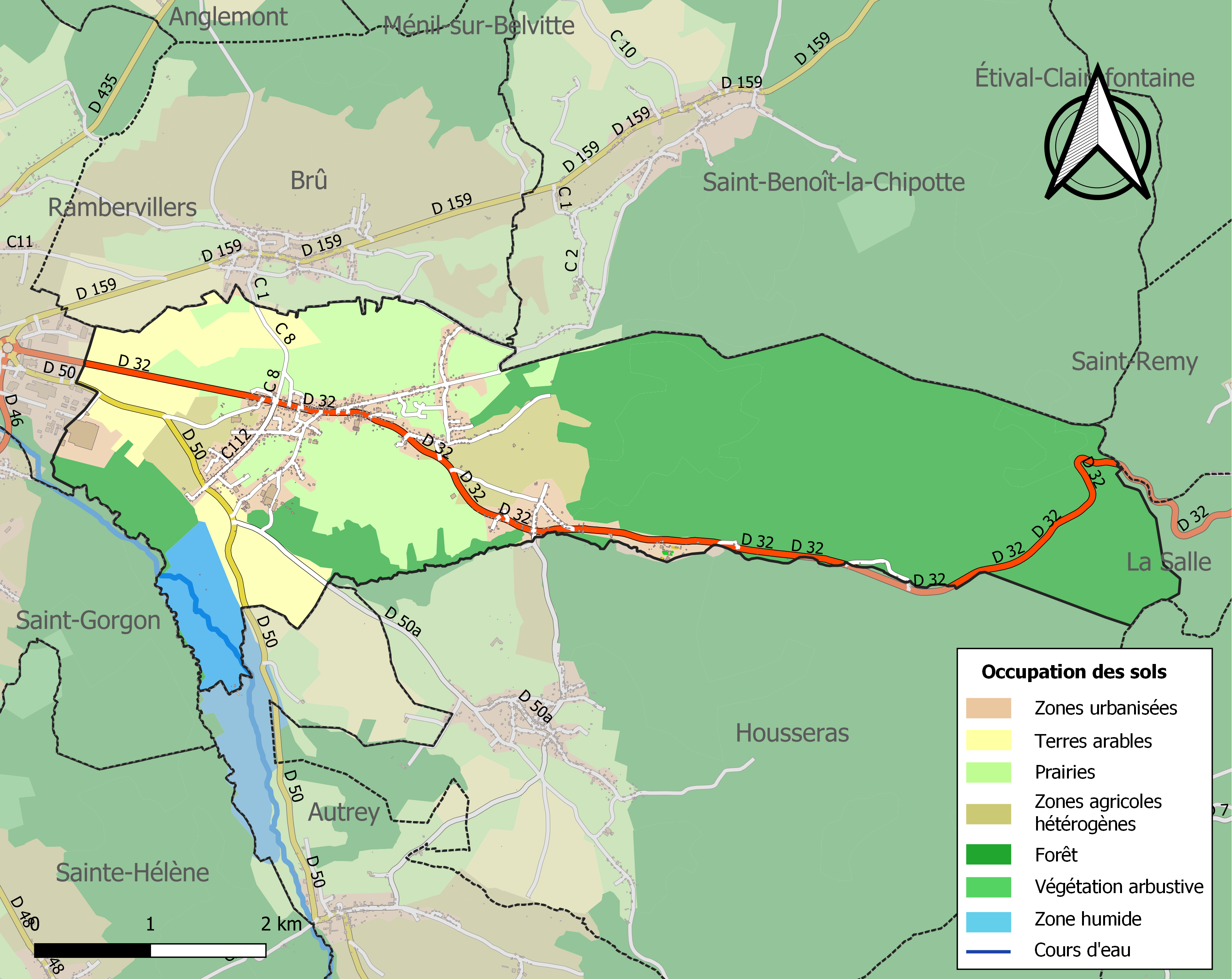
Carte des infrastructures et de l'occupation des sols de la commune en 2018 (CLC).

## Toponymie
Le nom de la localité est attesté sous les formes Johanmesni (1182) ; Jehan Mesnil (1396) ; Jehanmennil (1433) ; Jehanmaingnil (1455) ; Jehanmenny (1490) ; Jeanmesnil (1656) ; Janménil (1751) ; Joannis Manile (1768) ; Jean Ménil (XVIIIe siècle).

## Histoire
Il existe un ouvrage sur la vie du village au XIXe siècle, réalisé par Serge Watrin, qui reprend l'ensemble des archives entre 1800 jusqu'à 1900 et retrace la vie de la commune à l'époque sur les plans administratif, juridique, géographique et social.
La commune a été décorée, le 11 novembre 1948, de la Croix de guerre 1939-1945.
La monographie réalisée en 1889 par l'instituteur Richard fournit beaucoup d'éléments sur l'histoire, la géographie, la population, ...de Jeanménil.

## Politique et administration

### Finances locales

#### Budget et fiscalité 2023

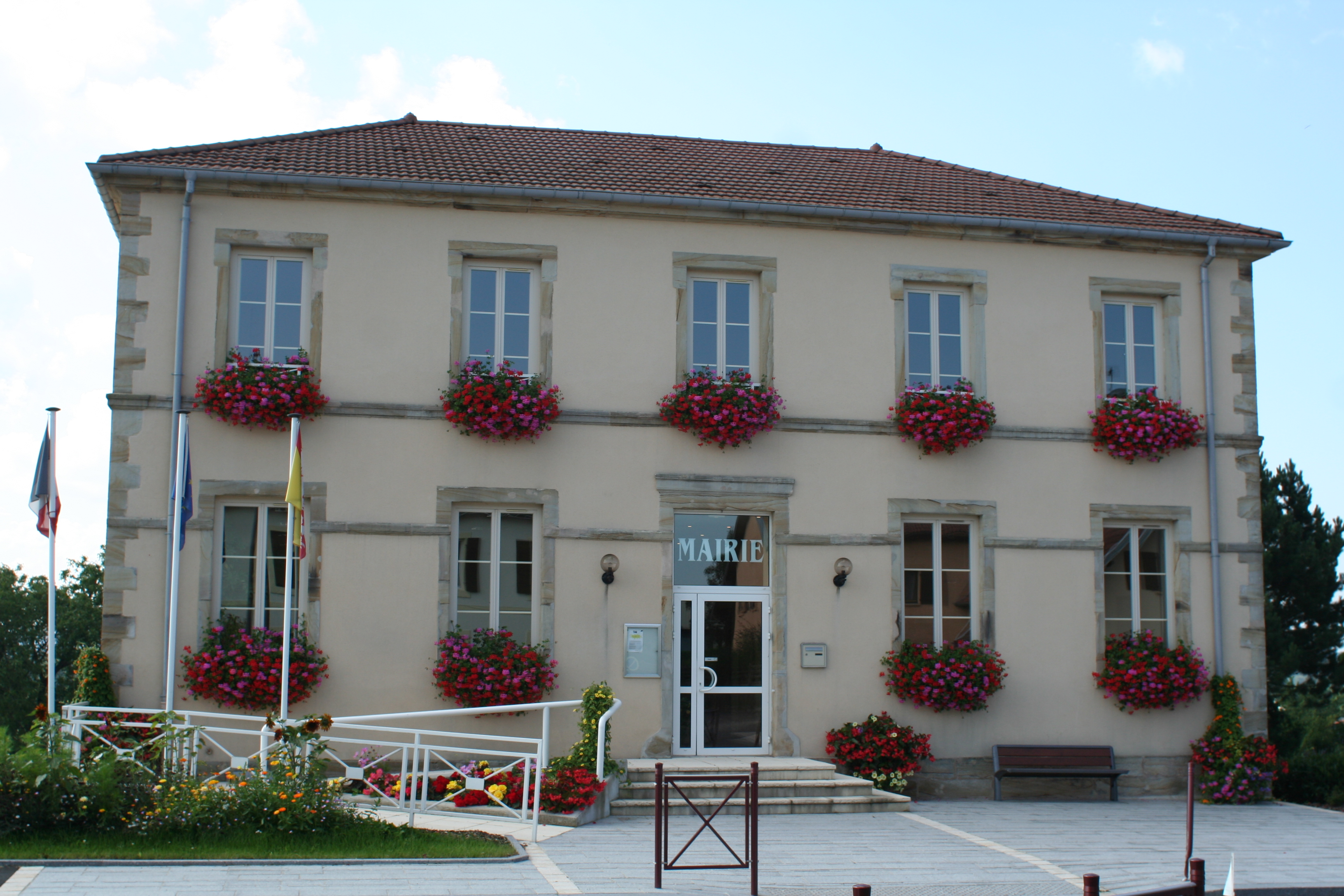
La mairie.

En 2023, le budget de la commune était constitué
ainsi :
- total des produits de fonctionnement : 1 374 000 €, soit 1 206 € par habitant ;
- total des charges de fonctionnement : 932 000 €, soit 818 € par habitant ;
- total des ressources d'investissement : 148 000 €, soit 130 € par habitant ;
- total des emplois d'investissement : 114 000 €, soit 100 € par habitant ;
- endettement : 58 000 €, soit 51 € par habitant.

Avec les taux de fiscalité suivants :
- taxe d'habitation : 17,57 % ;
- taxe foncière sur les propriétés bâties : 36,77 % ;
- taxe foncière sur les propriétés non bâties : 29,32 % ;
- taxe additionnelle à la taxe foncière sur les propriétés non bâties : 0,00 % ;
- cotisation foncière des entreprises : 0,00 %.

Chiffres clés Revenus et pauvreté des ménages en 2021 : médiane en 2021 du revenu disponible, par unité de consommation : 23 310 €.

### Liste des maires
| Période                                  | Période                       | Identité                     | Étiquette | Qualité                   |
| ---------------------------------------- | ----------------------------- | ---------------------------- | --------- | ------------------------- |
| Les données manquantes sont à compléter. |                               |                              |           |                           |
|                                          |                               | Jules Laurain (1892-1966)    |           | Marchand de bois          |
| mars 1989                                | mars 2001                     | Janine Tritz                 |           |                           |
| mars 2001                                | février 2015                  | Jean-Luc Georgel (1950-2015) |           | Décédé en cours de mandat |
| février 2015                             | En cours (au 18 février 2015) | Dominique Georgé             |           | Officier retraité         |

## Population et société

### Démographie

#### Évolution démographique
L'évolution du nombre d'habitants est connue à travers les recensements de la population effectués dans la commune depuis 1793. Pour les communes de moins de 10 000 habitants, une enquête de recensement portant sur toute la population est réalisée tous les cinq ans, les populations de référence des années intermédiaires étant quant à elles estimées par interpolation ou extrapolation. Pour la commune, le premier recensement exhaustif entrant dans le cadre du nouveau dispositif a été réalisé en 2006.

En 2022, la commune comptait 1 108 habitants, en évolution de −0,18 % par rapport à 2016 (Vosges : −2,96 %, France hors Mayotte : +2,11 %).
| 1793 | 1800 | 1806 | 1821 | 1831 | 1836  | 1841  | 1846  | 1856  |
| ---- | ---- | ---- | ---- | ---- | ----- | ----- | ----- | ----- |
| 585  | 653  | 761  | 820  | 998  | 1 040 | 1 039 | 1 031 | 1 012 |

| 1861  | 1866  | 1876 | 1881 | 1886 | 1891 | 1896 | 1901 | 1906 |
| ----- | ----- | ---- | ---- | ---- | ---- | ---- | ---- | ---- |
| 1 032 | 1 062 | 995  | 956  | 943  | 883  | 868  | 872  | 863  |

| 1911 | 1921 | 1926 | 1931 | 1936 | 1946 | 1954 | 1962 | 1968 |
| ---- | ---- | ---- | ---- | ---- | ---- | ---- | ---- | ---- |
| 771  | 670  | 635  | 677  | 690  | 540  | 706  | 845  | 841  |

| 1975 | 1982  | 1990  | 1999  | 2006  | 2011  | 2016  | 2021  | 2022  |
| ---- | ----- | ----- | ----- | ----- | ----- | ----- | ----- | ----- |
| 891  | 1 036 | 1 037 | 1 083 | 1 058 | 1 101 | 1 110 | 1 112 | 1 108 |

### Enseignement
Établissements d'enseignements :
- Écoles maternelles et primaires à Jeanménil, Brû, Rambervillers, Sainte-Hélène, Saint-Benoît-la-Chipotte, Saint-Gorgon.
- Collèges à Rambervillers, Raon-l'Étape, Baccarat, Bruyères.
- Lycées à Roville-aux-Chênes, Raon-l'Étape, Bruyères.

### Santé
Professionnels et établissements de santé :
- Médecins à Azerailles, Corcieux, Deyvillers, Granges-sur-Vologne[36],
- Pharmacies à Rambervillers, Saint-Michel-sur-Meurthe, Baccarat[37],
- Hôpitaux à Épinal, Senones, Saint-Dié-des-Vosges[38].

### Cultes
- Culte catholique, Paroisse Saint-Hubert-du-Ban-de-Jeanménil[39], Diocèse de Saint-Dié.

## Économie

### Entreprises et commerces

#### Agriculture
- Élevage d'autres bovins et de buffles.
- Culture de céréales, de légumineuses et de graines oléagineuses.
- Culture et élevage associés.
- Élevage de vaches laitières.

#### Tourisme
- Hébergements et restauration.

#### Commerces
- Commerces et services de proximité[40].

## Culture locale et patrimoine

### Lieux et monuments

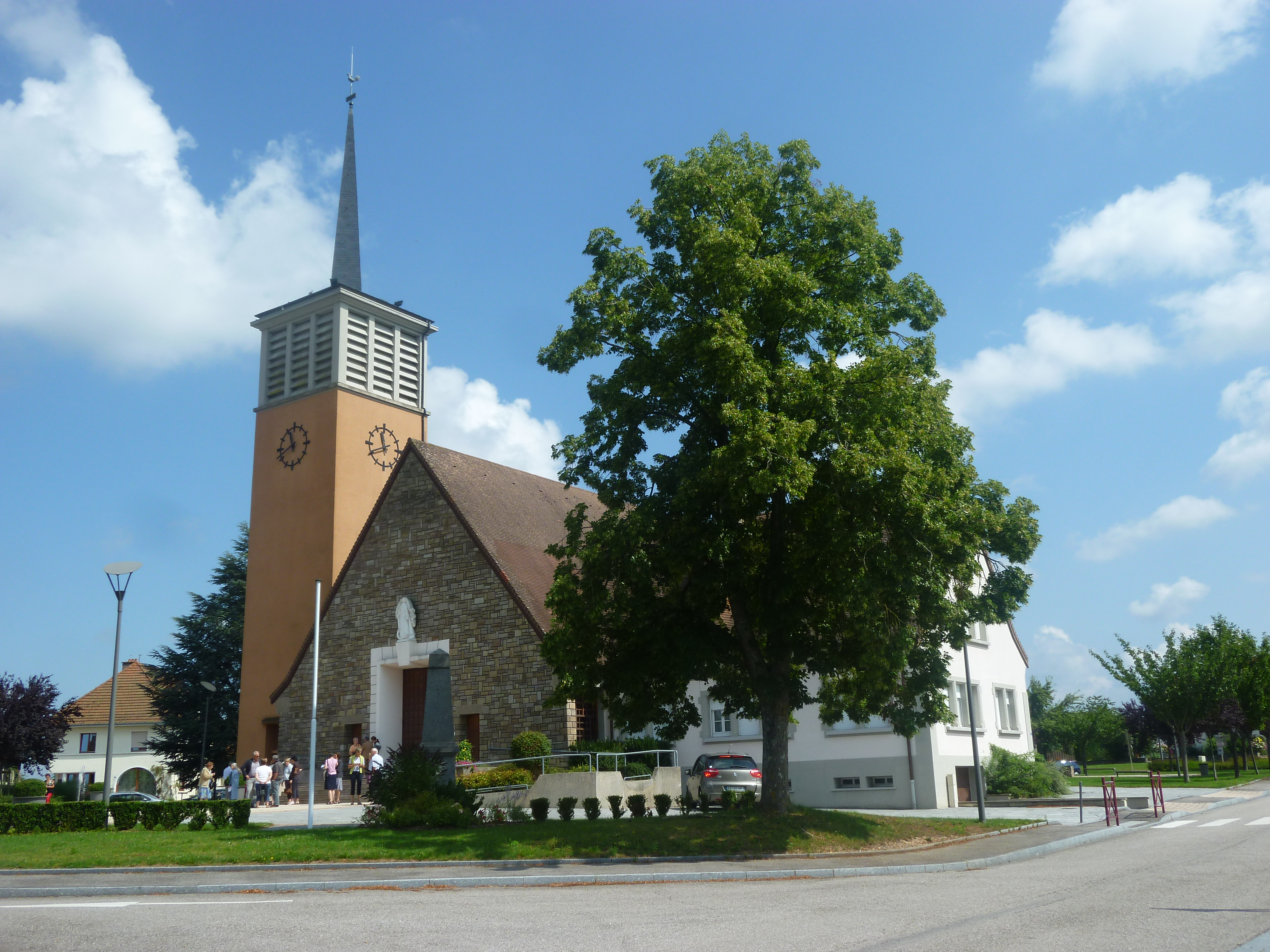
Église de Jeanménil.
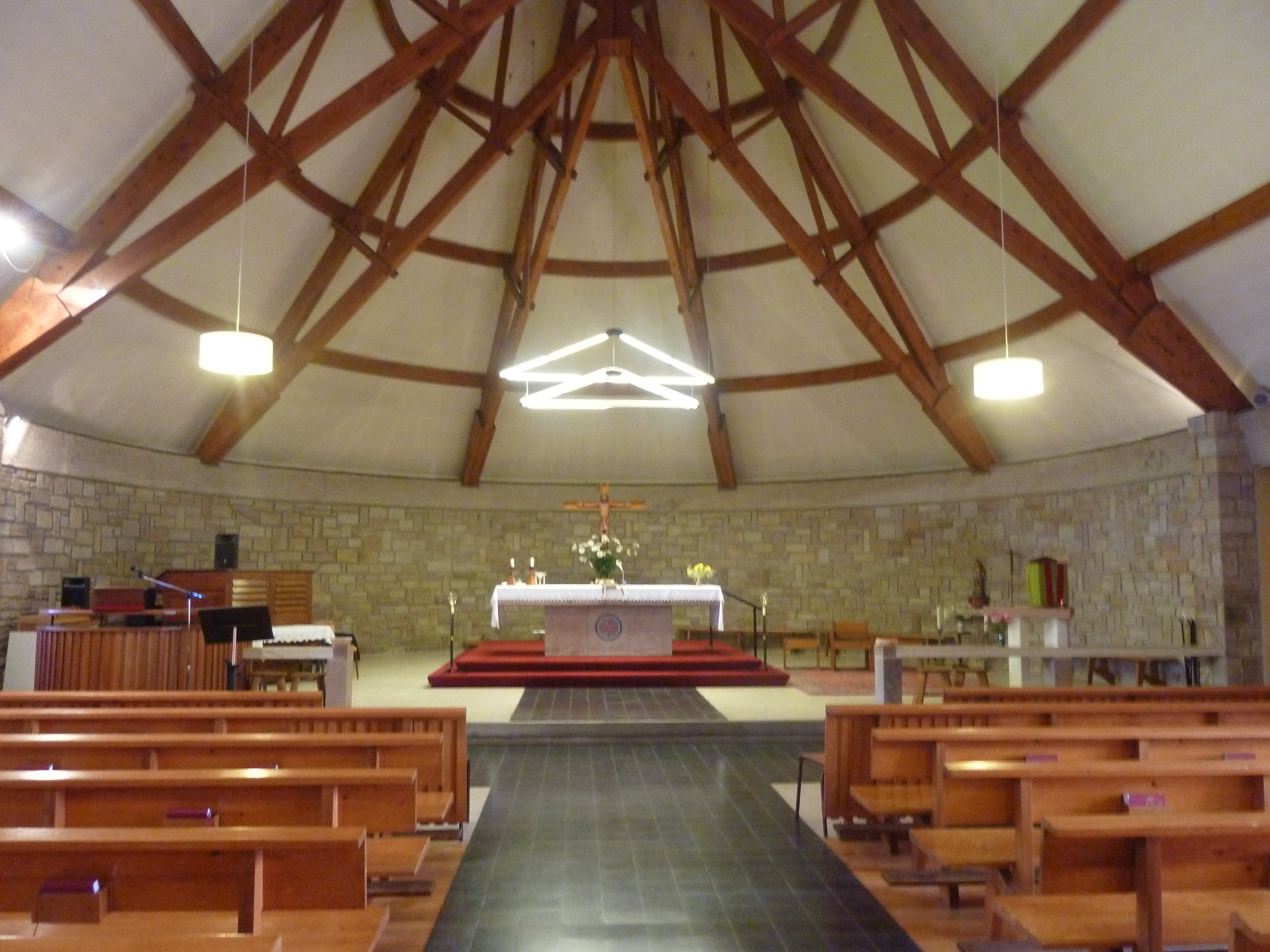
Intérieur de l’église.
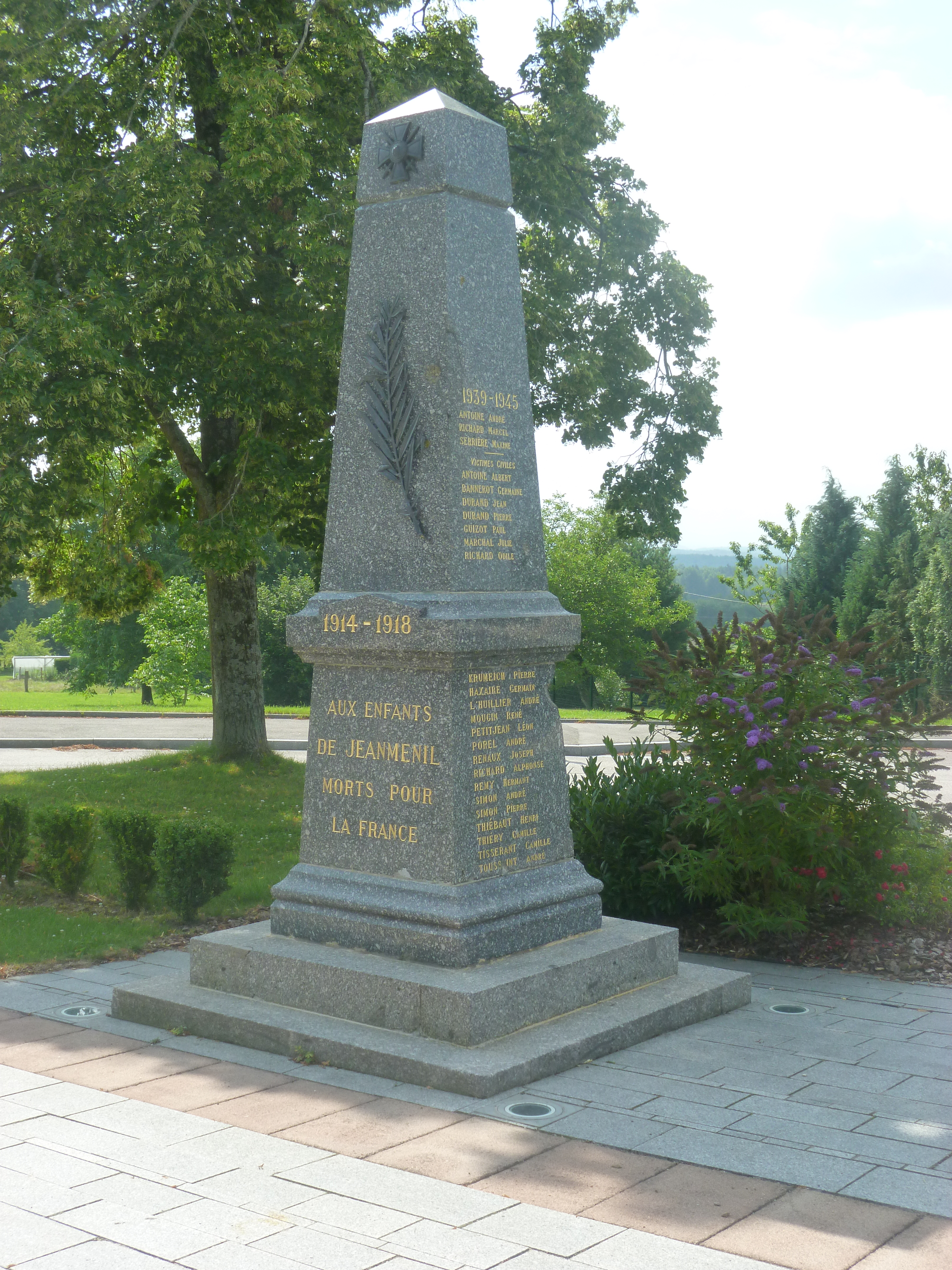
Monument aux morts.
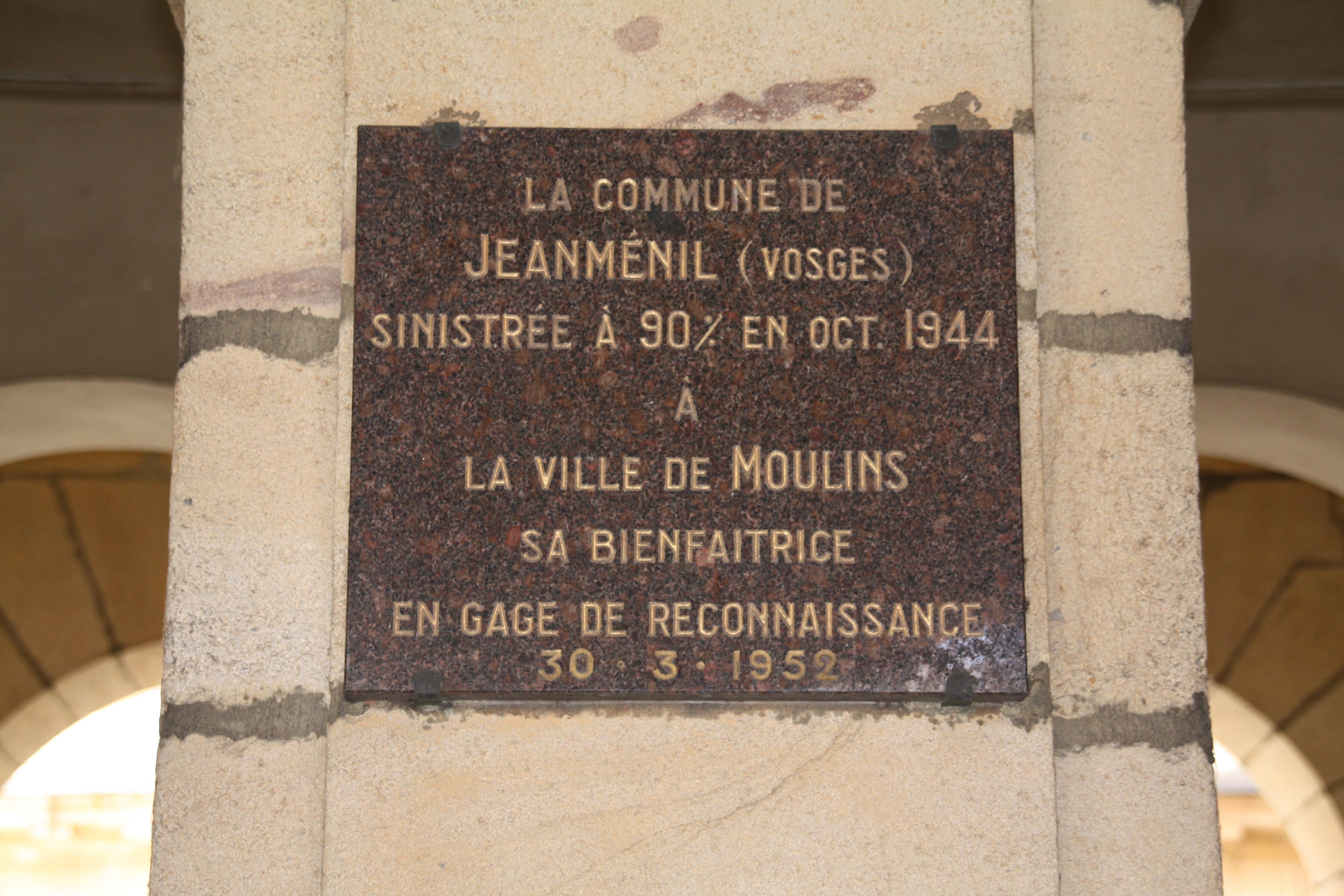
La commune de Jeanménil (Vosges) sinistrée à 90 % en octobre 1944[41].
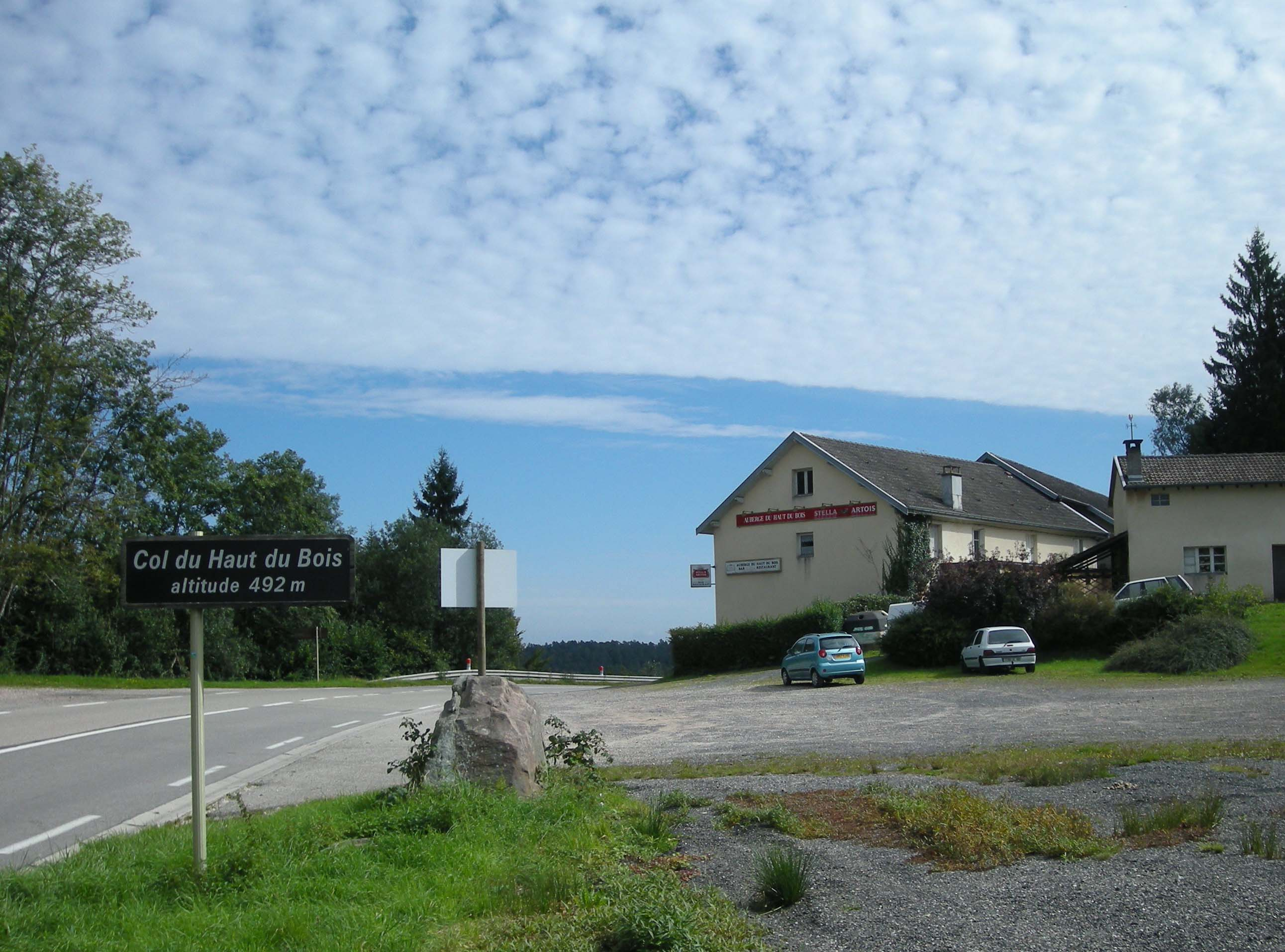
Col du Haut du Bois.
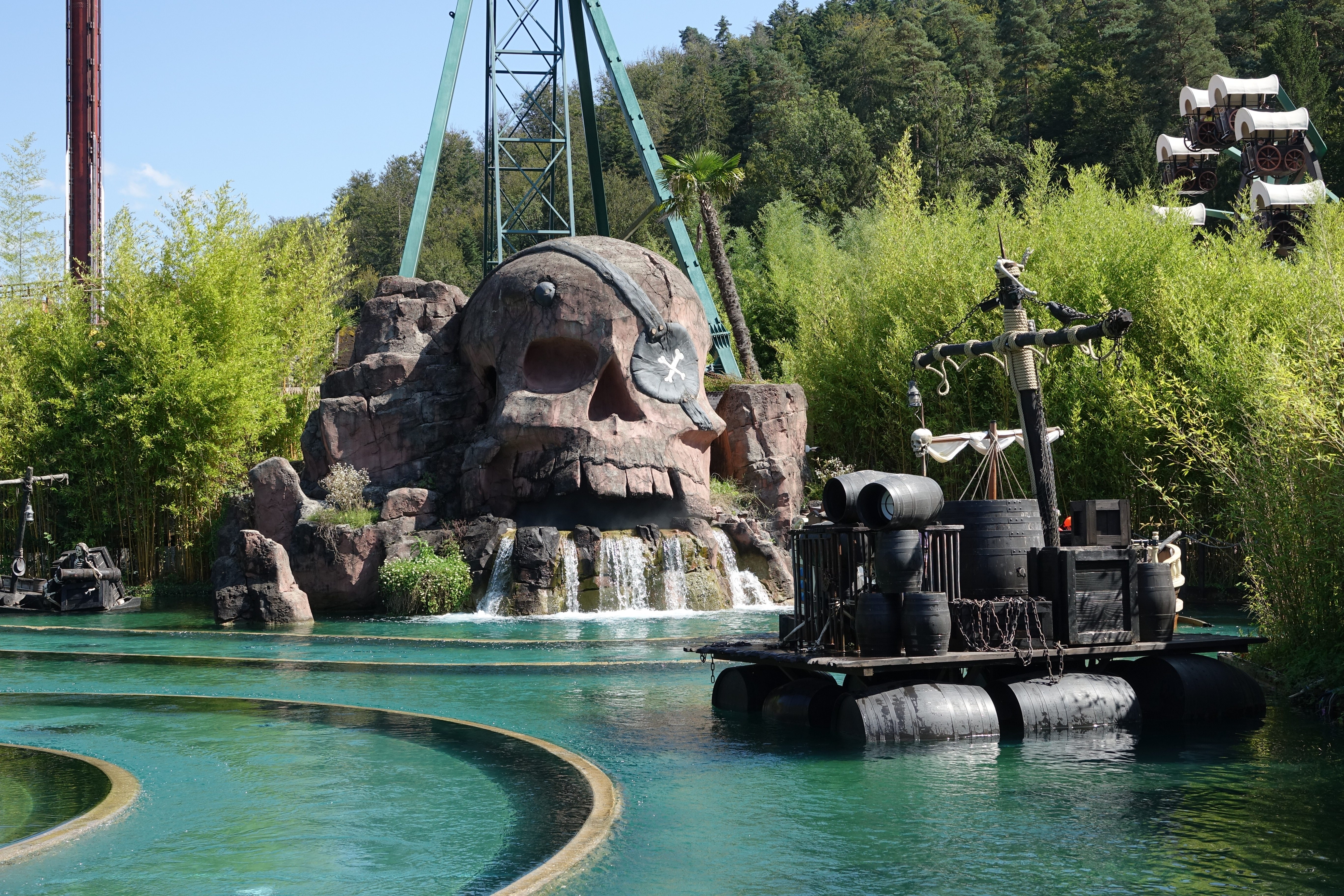
Attraction Pirate Attack à Fraispertuis-City.
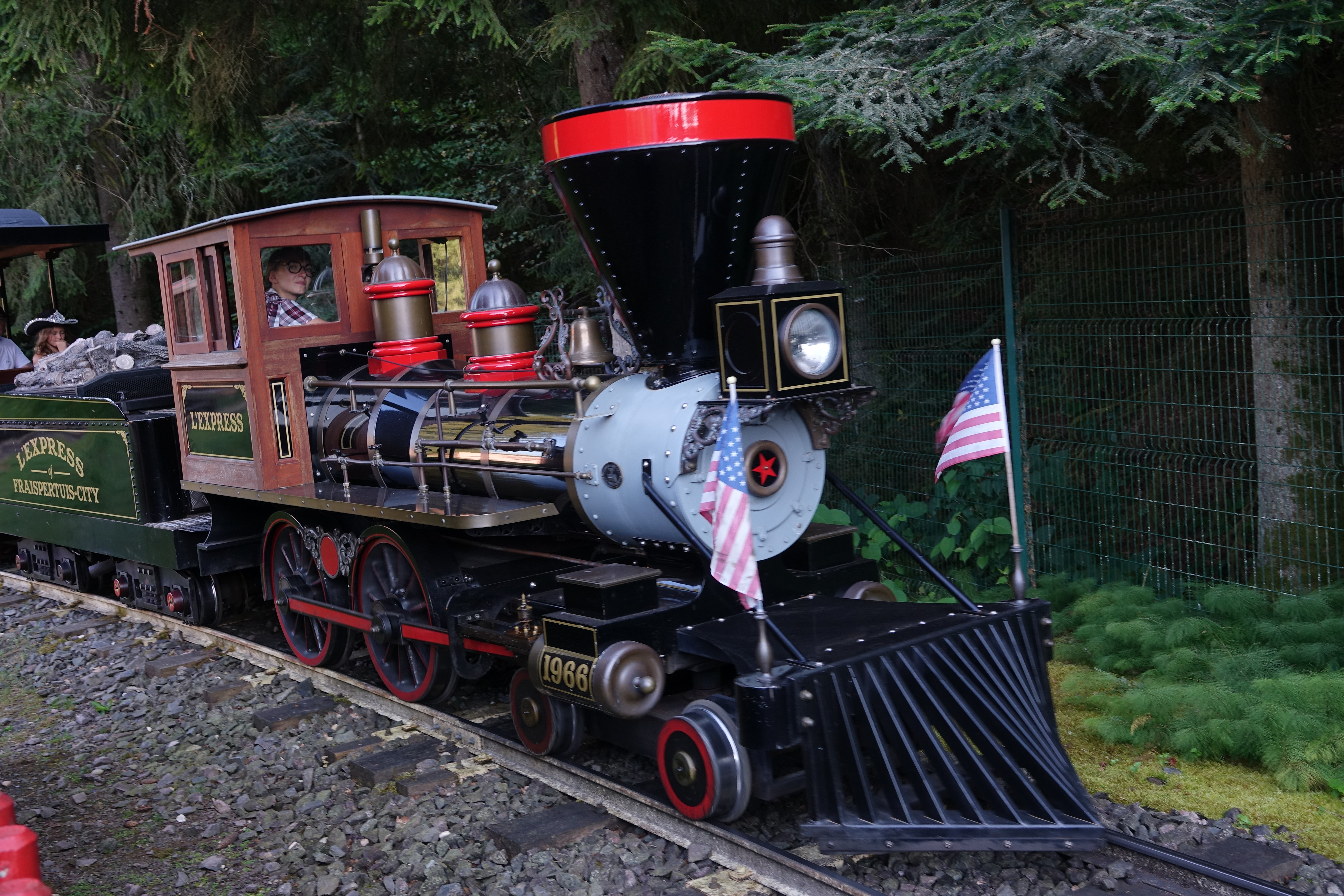
Attraction Express.

- L'église Notre-Dame-de-l'Assomption, détruite lors du bombardement de 1944[42], fut reconstruite en 1960 dans un style contemporain, avec un orgue polyphone installé en 1963 par Debierre-Gloton[43],[44],[45]. Il ne subsistait de l'ancienne église que son clocher du XIe siècle décrit dans son état de 1883 (il fut remanié ultérieurement) dans l'ouvrage Églises romanes des Vosges[46]. Le clocher avait survécu une première fois à la démolition de l'église en 1749[25].
- Le hameau de Fraispertuis, rattaché à la commune de Jeanménil, abrite le parc d'attractions Fraispertuis-City. Il s'agit de la première destination touristique payante des Vosges, devant l'imagerie d'Épinal.
- On trouve également la scierie hydraulique à cadre[47],[48],[49],[50] avec sa turbine hydraulique de type Benoît Fourneyron qui actionne un haut-fer[51].
- Monument aux morts[52],[53].

### Personnalités liées à la commune
- Nicolas Fournier[54], né en 1752 à Jeanménil, avocat au bailliage de Rambervillers puis administrateur du département des Vosges élu en juin 1790.
- Médaillés de Sainte-Hélène[55].

### Héraldique
| Blason | Blasonnement : Écartelé: au 1er d'or à la bande de gueules chargée de trois alérions d'argent, au 2e d'azur à la grande roue panoramique du lieu d'argent, au 3e d'argent à la barre ondée d'azur accompagnée de deux sapins de sinople, au 4e d'or au pot de fleur de gueules. Commentaires : Le blason a été composé par les enfants de l'école primaire et adopté en 2019. Il contient les armes historique du duché de Lorraine, la représentation de l'emplacement du village (à la fois proche de la forêt et de la Mortagne) ainsi que les deux symboles respectifs des activités emblématiques de la commune : industrielle, avec le pot d'argile symbolisant la poterie, et touristique, avec la grande roue du parc à thèmes de Fraispertuis-City. |

## Pour approfondir